# Cappella dell'Annunziata (Briga Marittima)
La cappella dell'Annunziata è un piccolo edificio religioso a navata unica che sorge sulla piazza della Collegiata di San Martino nel comune di Briga Marittima del dipartimento delle Alpi Marittime in Francia.

## Storia e descrizione
L'edificio presenta al suo interno un unico altare in pietra e calce dietro al quale campeggia una tela raffigurante L'Annunciazione. Le pareti e la volta sono interamente dipinte, anche se in parte degradate. Sopra l'ingresso una scritta ricorda come l'edificio sia stato eretto nel 1730 dalla union di Noi Fratelli. Non è chiaro se con ciò si intendesse che la cappella fosse sede di una Confraternita o di una Compagnia dell'Annunziata, oppure se sia stata eretta per opera della Confraternita dell'Assunta che aveva sede nel vicino Oratorio. 
Attualmente l'edificio ospita una piccola esposizione di paramenti sacri, reliquiari e arredi liturgici.

## Galleria d'immagini

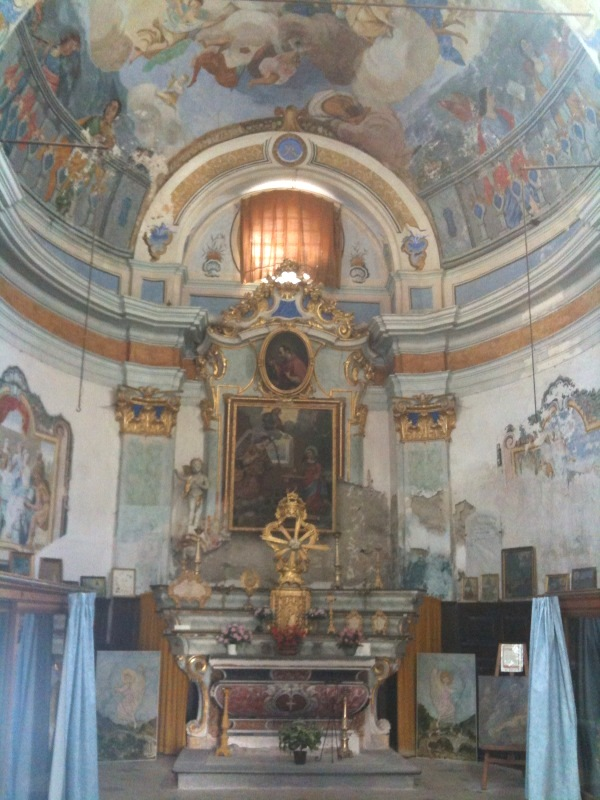
Presbiterio
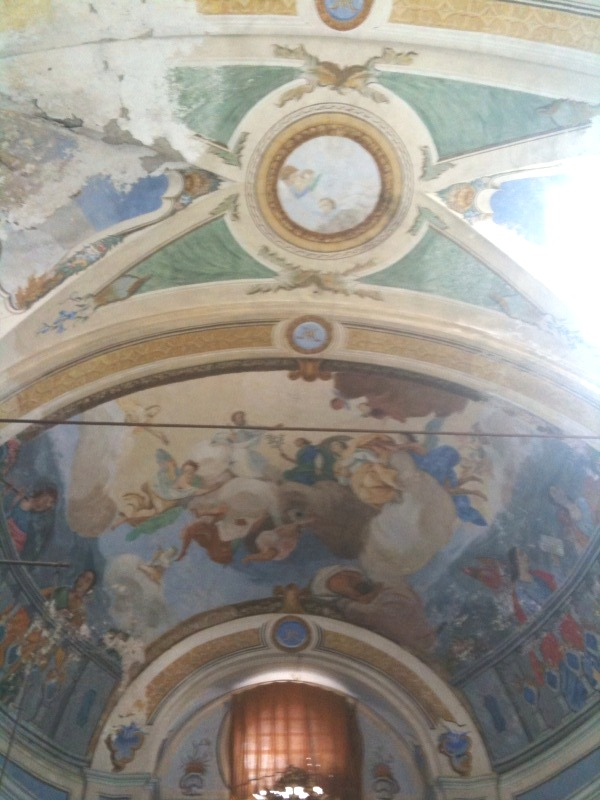
Volta
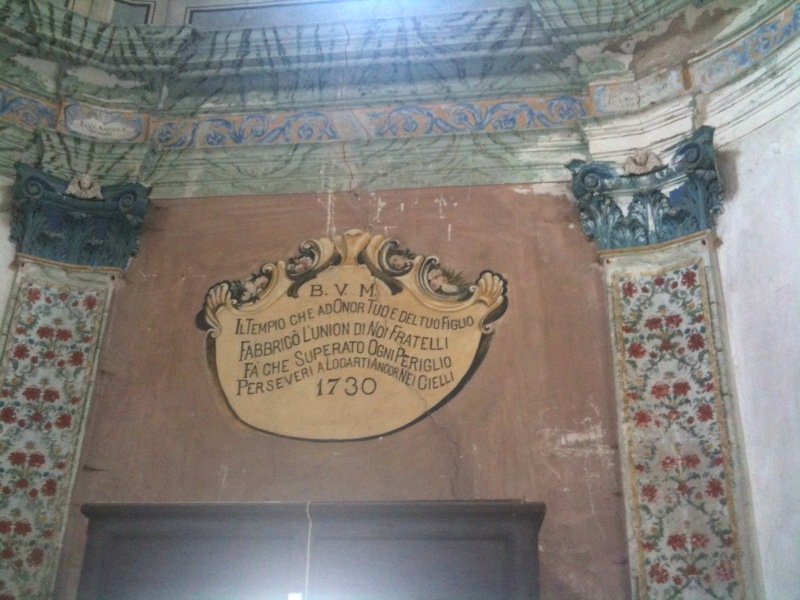
Controfacciata
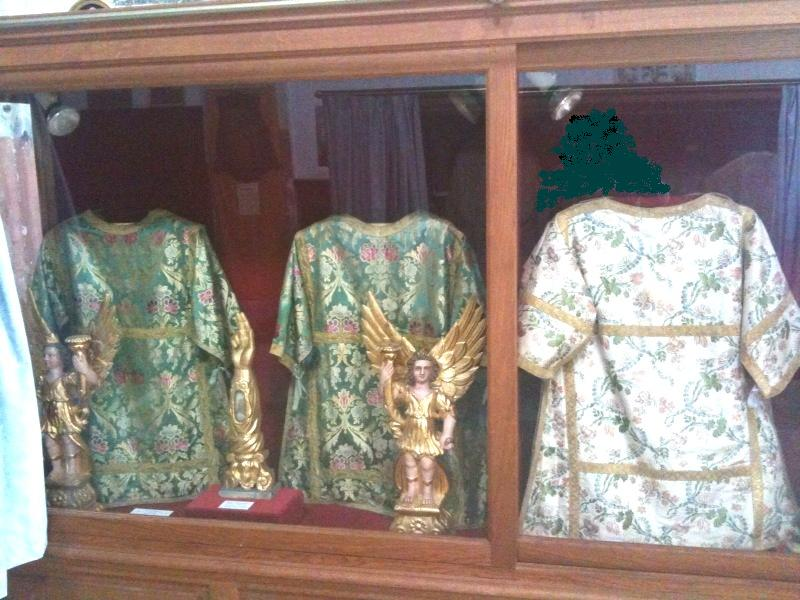
Paramenti e reliquiari